# أندرياس بيكر
أندرياس بيكر (بالألمانية: Andreas Becker)‏ هو لاعب هوكي الحقل ألماني، ولد في 8 مارس 1970 في مولهايم أن در رور في ألمانيا.

## وصلات خارجية
- أندرياس بيكر على موقع أوليمبيديا (الإنجليزية)